# Isabelle van Aldenburg Bentinck
Isabelle Adrienne (Isabelle) gravin van Aldenburg Bentinck, 24ste vrouwe van Middachten en Gaildorf (De Steeg, kasteel Middachten, 3 juli 1925 - aldaar, 8 maart 2013) was vrouwe en beschermster van kasteel Middachten.

## Biografie

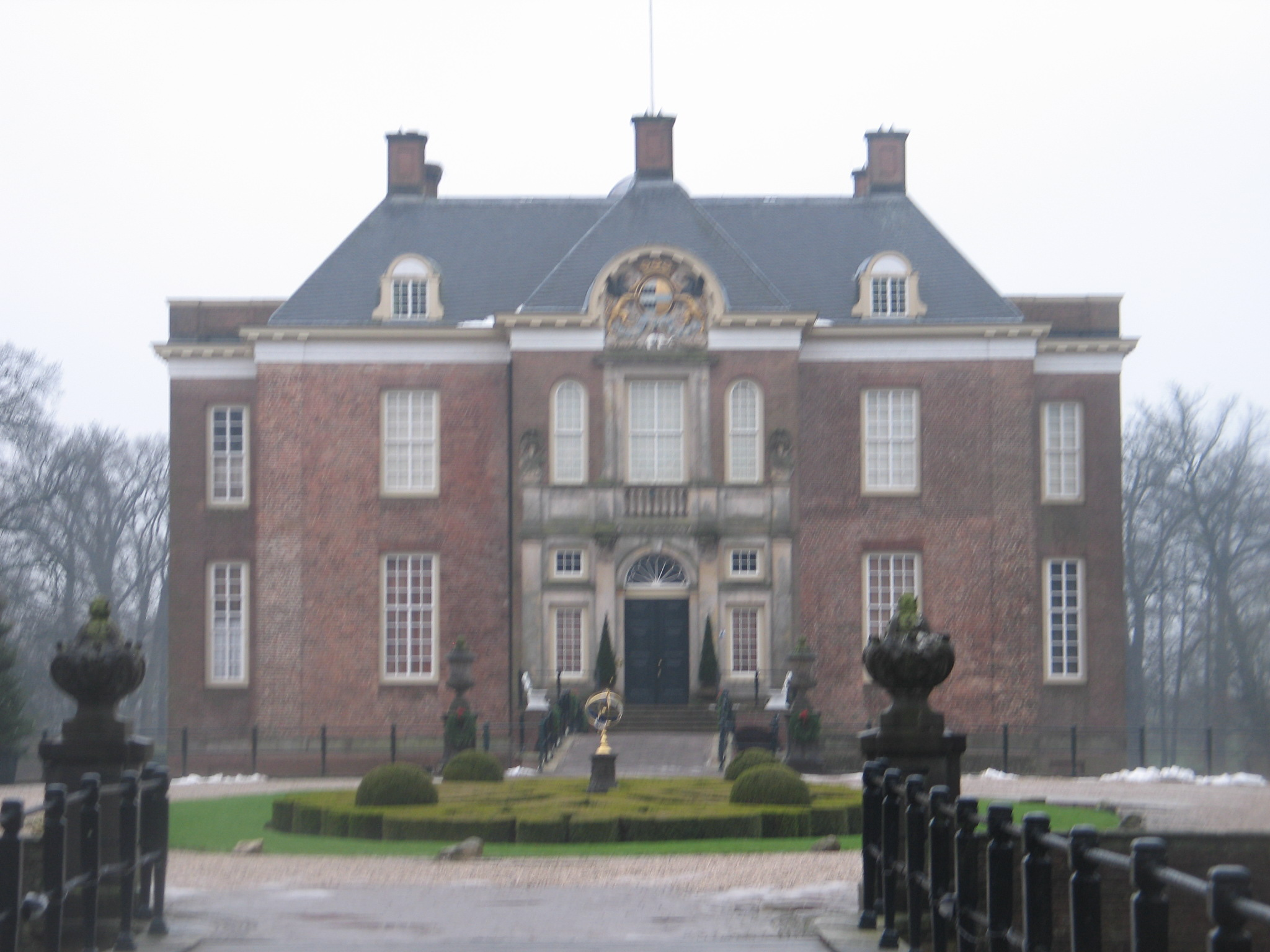
Kasteel Middachten, De Steeg

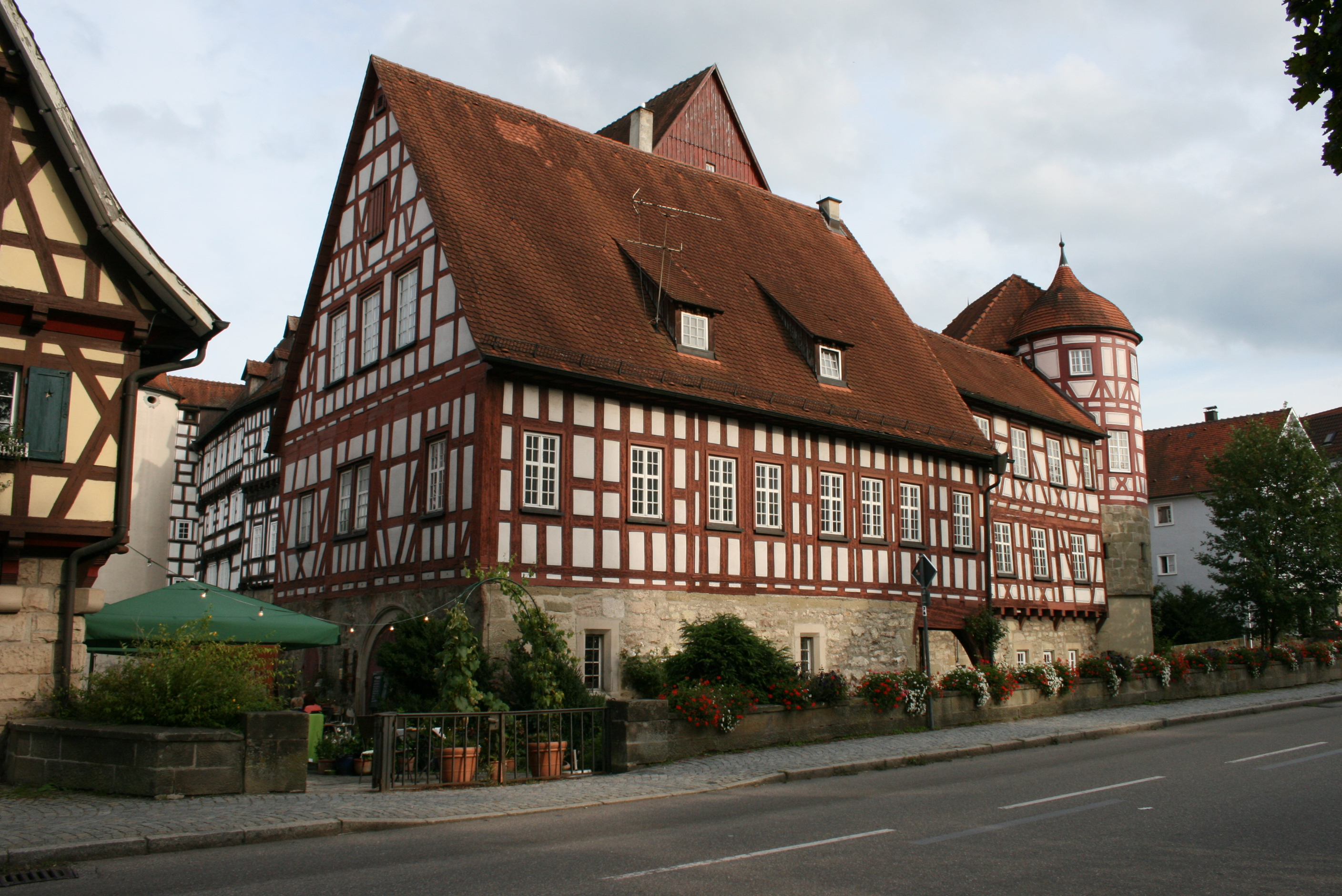
Slot Gaildorf (2010)

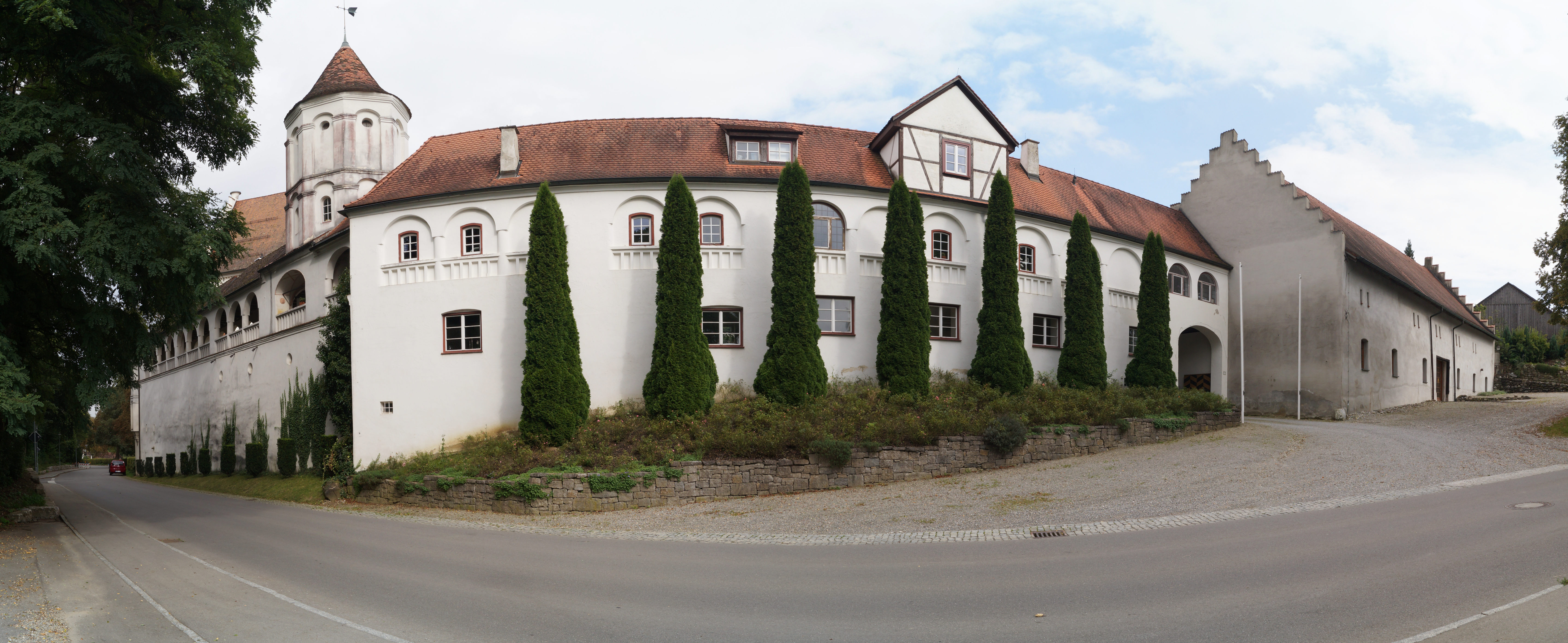
Slot Mittelbiberach (2014)

Bentinck, lid van de grafelijke tak van de familie Bentinck, werd geboren op kasteel Middachten als dochter van de als Duitser geboren William Frederick Charles Henry graaf van Aldenburg Bentinck, heer van Gaildorf, Middachten en Kernheim (1880-1958) en de Nederlandse jkvr. Adrienne Vegelin van Claerbergen (1891-1982), lid van de familie Vegelin van Claerbergen. De heerlijkheid Gaildorf was door vererving via de grafelijke tak van de familie Zu Waldeck und Pyrmont overgegaan op de familie Bentinck. Haar vader werd in 1924 ingelijfd in de Nederlandse adel. Zij trouwde in 1951 met Aurel Ladislaus Franz Heinrich Ernst Graf zu Ortenburg (1927-2001), lid van de familie Zu Ortenburg, met wie zij drie kinderen kreeg.
Door het huwelijk in 1785 van Jean Charles des H.R. Rijksgraaf Bentinck (1763-1833) met Jacoba Helena van Reede-Ginkel (1767-1839) kwam kasteel Middachten aan de familie Bentinck. Isabelle van Aldenburg Bentinck heeft zich zeer ingezet in de laatste decennia van haar leven voor de instandhouding en het herstel van het kasteel. Voor deze inzet werd haar in 2011 de Zilveren Anjer uitgereikt. Na haar overlijden is de zorg voor het kasteel overgenomen door haar oudste zoon Franz Graf zu Ortenburg.

### Telgen
Isabelle Adrienne (Isabelle) gravin van Aldenburg Bentinck (1925-2013); trouwde in 1951 met Aurel Ladislaus Franz Heinrich Ernst Graf zu Ortenburg, heer van Birkenfeld (1927-2001)
- Franz Graf zu Ortenburg (1953), bankdirecteur, bewoner van kasteel Middachten
- Philipp Graf zu Ortenburg (1955), ingenieur; trouwde in 1988 met de Nederlandse Mirjam Kalf (1958), wonen in Birkenfeld
- Nadine Gräfin zu Ortenburg (1957); trouwde in 1981 met Albrecht Graf von Brandenstein-Zeppelin, heer van Mittelbiberach (1950) met wie zij zes kinderen kreeg, bewoners van slot Mittelbiberach[2]